# Мартон Сівош
Мартон Сівош (угор. Márton Szívós, 19 серпня 1981) — угорський ватерполіст.
Учасник Олімпійських Ігор 2012 року.
Чемпіон світу з водних видів спорту 2013 року, призер 2005, 2007 років.